# The Lonely One (Ilse DeLange)
The Lonely One is een nummer van de Nederlandse zangeres Ilse DeLange uit 2006. Het is de tweede single van haar zesde studioalbum The Great Escape.
"The Lonely One", met een tekst die blaakt van de zelfreflectie, werd een bescheiden hit in Nederland. Het nummer bereikte de 18e positie in de Nederlandse Top 40.

## Tracklist
- CD 1 of a 3 CD-set

1. "The Lonely One" – 3:47
2. "The Great Escape" (acoustic version) – 4:00